# Niedersorpe
Niedersorpe ist ein Ortsteil der Stadt Schmallenberg in Nordrhein-Westfalen.

## Geografie

### Lage
Niedersorpe liegt rund 3 km östlich von Gleidorf und 1 km südlich vom Burgberg (628 m) auf 420 bis 480 m über NN. Die Sorpe, welche dem Ort und weiteren Orten im Sorpetal den Namen gab, fließt durch Niedersorpe.

### Nachbarorte
Angrenzende Orte sind Holthausen, Rellmecke, Oberkirchen, Winkhausen und Gleidorf.

## Geschichte
1072 wurde Sorpe (damals Suropo) erstmals in einer Urkunde des Klosters Grafschaft genannt. Nicht geklärt ist, ob damit das gesamte Sorpetal oder nur Niedersorpe gemeint war. Weitere urkundliche Nennungen bereits unter dem Namen Niedersorpe gab es 1338, 1465, und 1485. 1645 wurde Nederen Sarepe auf der Karte Westphalia Ducatus kartografisch erfasst. 1738 wurde die Dorfkapelle gebaut. Im Jahr 1895 wohnten 175 Einwohner, nach der Eintragung des Handels- und Gewerbeadressbuches der Provinz Westfalen, in dem Ort Niedersorpe. Niedersorpe gehörte bis zum kommunalen Gebietsreform in Nordrhein-Westfalen zur Gemeinde Oberkirchen. Seit dem 1. Januar 1975 ist Niedersorpe ein Ortsteil der erweiterten Stadt Schmallenberg.

## Religion

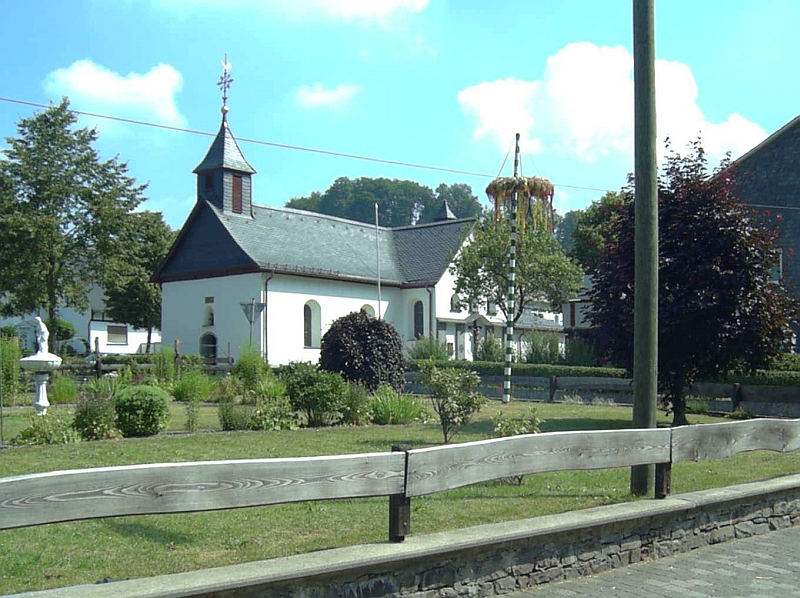
St. Sebastian Kapelle in Niedersorpe

Bereits 1571 gab es im Ort einen Kirchenhof. Die bestehende Martins-Kapelle wurde 1739, ein Jahr nach dem Bau, von dem Grafschafter Abt Josias eingeweiht. Bei der letzten Renovierung der Martins-Kapelle im Jahre 2005 wurden Reste einer älteren Kapelle und Keramikstücke gefunden. Die gefundenen Keramikstücke stammen aus dem 13. bis 14. Jahrhundert.
Der jetzige Schutzpatron der Kapelle ist St. Sebastian.

## Wirtschaft
In Niedersorpe sind landwirtschaftliche und handwerkliche Betriebe und zwei Gasthöfe ansässig.

## Sonstiges
1995 gewann Niedersorpe beim Bundeswettbewerb „Unser Dorf soll schöner werden“ Bundesgold.

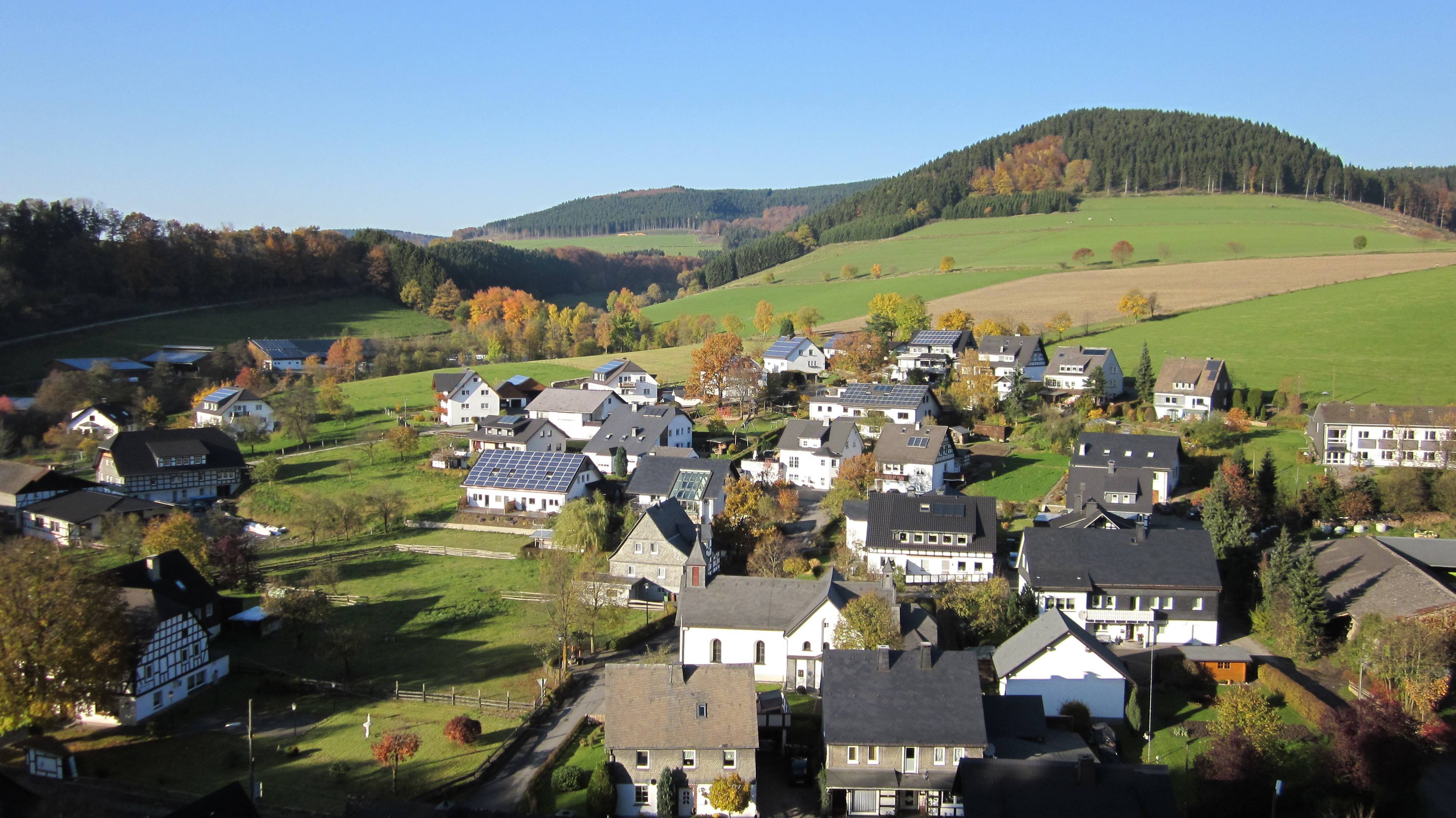
Niedersorpe mit dem Burgberg im Hintergrund
Blick vom Knetterberg auf Niedersorpe sowie die Berge Hardt und Schellhorn
Niedersorpe vom Burgberg aus gesehen
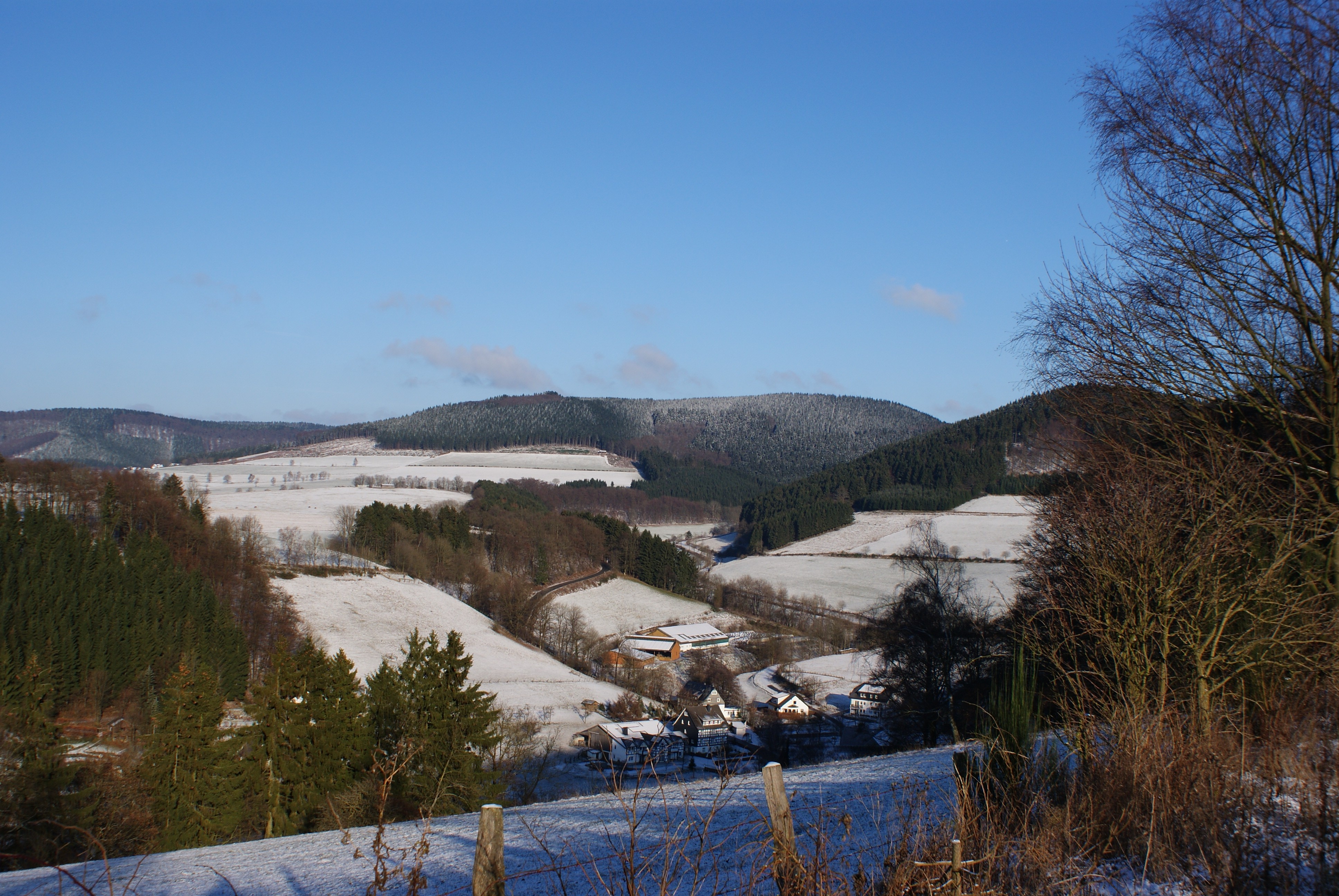
Der Ohlberg und Niedersorpe vom „Weißen Kreuz“ aus gesehen
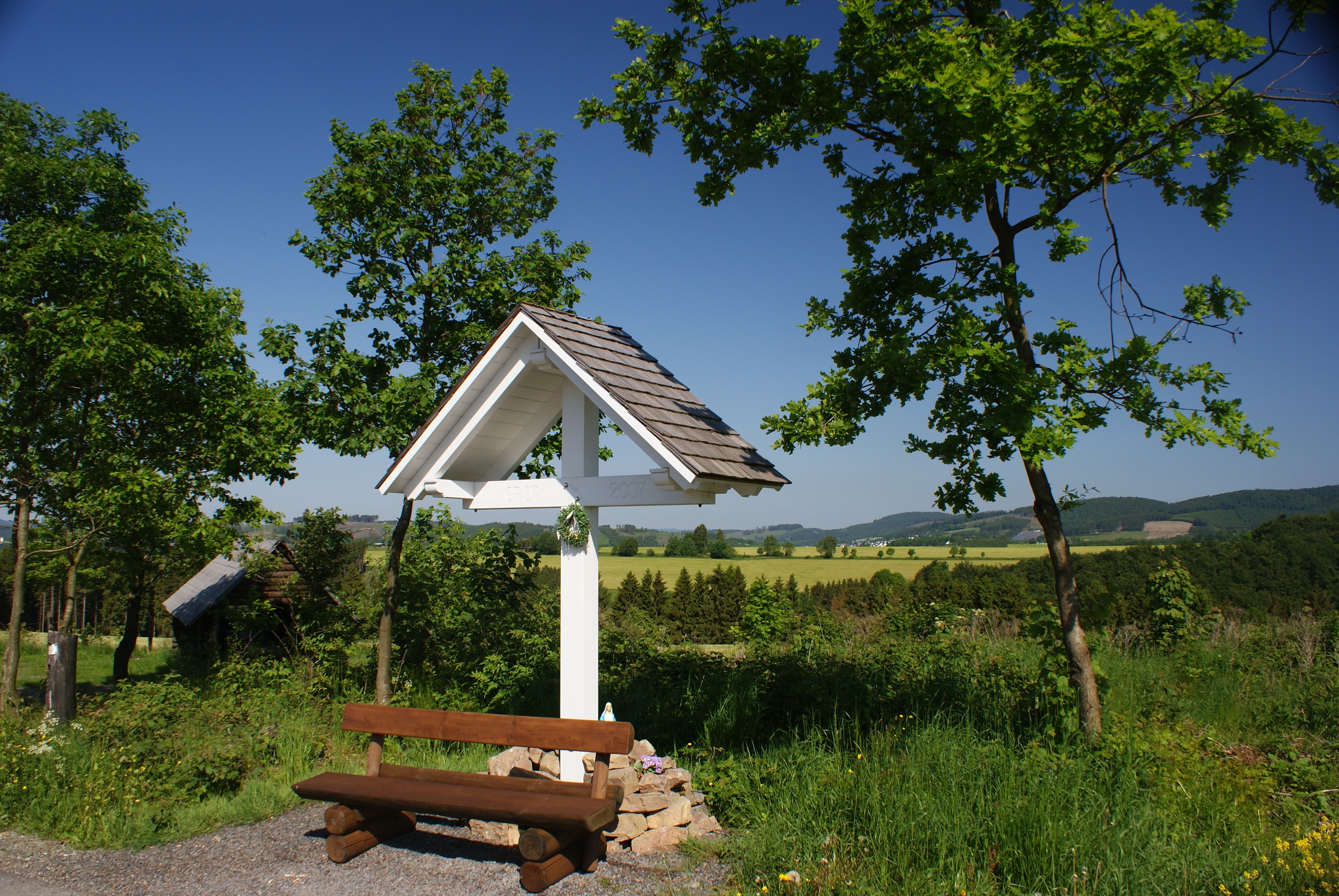
„Weißes Kreuz“ bei Niedersorpe. 2007 nach Orkan Kyrill erneuert
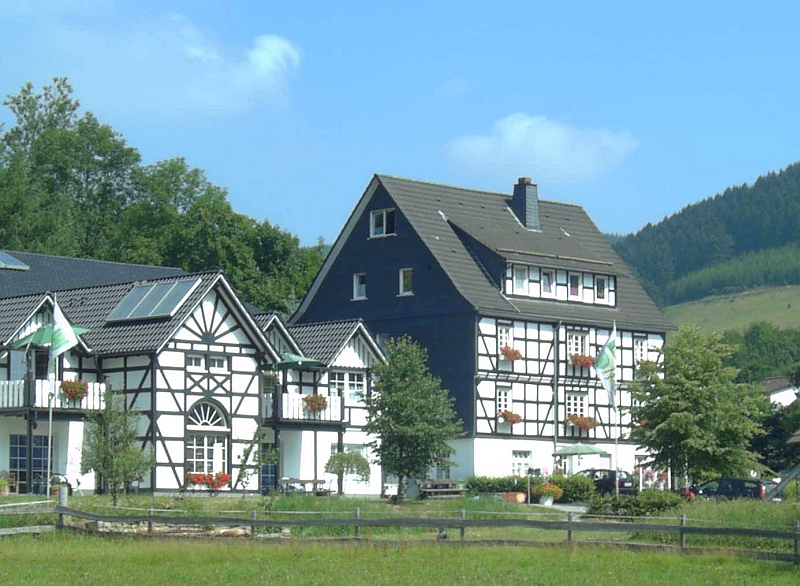
Fachwerkhaus in Niedersorpe